# Dagmar Tollwerth
Dagmar Tollwerth (* 19. Oktober 1976 in Erwitte) ist eine deutsche Schriftstellerin.

## Leben
Dagmar Tollwerth, Tochter einer portugiesischen Mutter und eines deutschen Vaters, wuchs in Deutschland auf. Seit ihrem Abschluss im Jahre 2004 arbeitet sie als Bilanzbuchhalterin und nebenberufliche Schriftstellerin. Im September 2024 erhielt sie nach ihrem Masterstudium den akademischen Grad Master of Laws (LL.M.) in Wirtschaftsrecht von der Universität des Saarlandes. Sie lebt mit ihrer Familie in Anröchte, Westfalen.
Als Debütwerk veröffentlichte sie 2013 den Lyrikband Zeigerloser Weg mit neuzeitlichen Haiku, die thematisch 61 Frauenpersönlichkeiten gewidmet sind. Das Werk wurde positiv rezipiert.
2015 folgte die Erzählung Die zerbrochene Rebe,  im selben Jahr der deutsch-portugiesische Lyrikband Atmende Bilder mit Haiku und Senryū zu den Fotografien der verstorbenen, portugiesischen Fotografin Susana Ferreira.
Mit ihrer Kurzgeschichte Henry's Geschichte für die Anthologien-Sammlung SternenBlick – ein Gedicht für ein Kinderlachen unterstützt Dagmar Tollwerth das Sternenblick-Projekt zugunsten des Vereins Kinderlachen e.V. Inzwischen wurde das Buch von dem österreichischen Verlag Die Erzählwerkstatt in gleicher Sache als Hörbuch produziert.
Im Juni 2016 erschien ihr Gedicht- und Fotoband Spuren in Worten mit einem Vorwort der deutsch-kroatischen Schriftstellerin Nataša Dragnić in den Reihen des Brighton Verlages. Hier hat sie Haiku und Senryū zu Persönlichkeiten des öffentlichen Lebens, wie Veronica Ferres, Suzanne von Borsody, die norwegische Kronprinzessin Mette-Marit, der Oscarpreisträger Glen Hansard und dem ehemaligen Boxweltmeister Mike Tyson geschrieben.
Als Mitherausgeberin der Haiku-Anthologie unterstützt Dagmar Tollwerth erneut das SternenBlick-Projekt. Das Buch zum Thema Unruhige See(le) erschien im Juni 2017.
Der Kurzroman Ich & Jetzt, inspiriert durch den BBC Enthüllungsbericht aus dem Jahre 1999, erschien im Dezember 2016. Geschrieben hat sie den Roman um die Jahrtausendwende. Das Model Julia Kunz, die mit dem Foto von Artur Macht das Cover ziert, schrieb in ihrem Nachwort zum Buch ihre Erfahrungen und zeigt damit die schönen Seiten der Branche auf.
In ihrem neuen Projekt, wieder zu Gunsten des SternenBlick-Teams, beschäftigt sich Dagmar Tollwerth mit dem "portugiesischen Schindler", Aristides de Sousa Mendes und dessen Haus. Diese Anthologien-Sammlung wird verlorenen Orten und Plätzen gewidmet.

## Veröffentlichungen
- Zeigerloser Weg, 61 Haiku über Frauen. Lyrikband. Edition Rugerup, Berlin / Hörby 2013, ISBN 978-3-942955-33-1.
- Die zerbrochene Rebe. Novelle. Nach einer Idee von Dagmar Tollwerth und Sabine Böhmer. Karina, Wien 2015, ISBN 978-3-903056-28-2.
- Atmende Bilder – Haiku und Senryū für enthüllte Momente. Lyrikband. Karina, Wien 2015, ISBN 978-3-903056-48-0.
- SternenBlick: Ein Gedicht für ein Kinderlachen. – Henry's Geschichte Anthologien-Sammlung – Hörbuch. Die Erzählwerkstatt – der Verlag, Wien 2015, ISBN 978-3-95926-699-4.
- Spuren in Worten, 58 Haiku und Senryū über Persönlichkeiten. Lyrik- und Fotoband. Brighton 2016, Framersheim, ISBN 978-3-95876-288-6.
- Ich & Jetzt. Roman. Brighton, Framersheim 2016, ISBN 978-3-95876-289-3.
- Unruhige See(le). Anthologien-Sammlung. Herausgeber Stephanie Mattner, Petra Klingl, Dagmar Tollwerth & Manuel Bianchi, Berlin 2016, ISBN 978-3-7448-3363-9
- Im Flüstern verlassener Orte. Anthologien-Sammlung. Herausgeber Stephanie Mattner und Dagmar Tollwerth, Berlin 2019, ISBN 978-3-7504-0520-2